# 菊田円
菊田 円（きくた まどか、1999年9月20日 - ）は、日本の男性プロレスラー。石川県金沢市出身。DRAGON GATE所属。血液型A型。

## 来歴
- 2018年4月、高校卒業後DRAGON GATE入門。同期はJACKY KAMEI、SB KENTo。
- 2020年6月6日特設会場（無観客）で対小舩賢登、亀井丈人戦（パートナー藤川翔）でデビュー。
- 2020年12月2日後楽園大会でR・E・Dに加入[1]。
- 2020年12月4日札幌大会でリングネームをHipHop菊田に改名。
- 2021年5月5日愛知県体育館大会にてシュン・スカイウォーカーの持つオープン・ザ・ドリームゲート王座に初挑戦。試合中のアクシデントによる負傷でTKO負けを喫し、以降は長期欠場[2]。
- 2022年4月3日金沢大会にてサプライズ登場し、かつてのR・E・D（現在はZ-Brats）のメンバーと決別し5月5日愛知県大会にて復帰することを発表した。また復帰するにあたり、再びイチからやり直す為にリングネームを本名の"菊田円"に変更する。
- 2022年5月5日愛知県体育館大会にてB×Bハルク、H・Y・O組を相手に復帰戦を行う。（パートナーはJACKY"FUNKY"KAMEI）
- 2022年8月10日後楽園大会にてD'Courageのピンチヒッターとして協力していくことを発表[3]。
- 2022年10月15日神戸サンボーホール大会にてD'Courageに正式加入を発表。翌16日神戸サンボーホール大会に新コスチュームで登場。
- 2023年5月5日愛知県体育館大会にて再びシュン・スカイウォーカーの保持するオープン・ザ・ドリームゲート王座に挑戦。見事に勝利を収め、団体史上最年少、最短キャリアでのドリームゲート王座戴冠を果たす。

## 得意技
ローリング・ラリアット
現在のフィニッシャー。
垂直落下式高速パイルドライバー
ローリングラリアットに並ぶ現在のフィニッシャー。
クローズライン
尻爆弾
相手に向かって走り込んでのヒップアタック
ギロチンドロップ
バイシクルキック
M.D.K

## タイトル歴
DRAGON GATE
- オープン・ザ・ドリームゲート王座（第37代・第42代）
- オープン・ザ・ツインゲート王座（第59代）（パートナーはドラゴン・ダイヤ）[4]
- Rey de Parejas 優勝（2023年）（パートナーは吉岡勇紀）